# José Manuel Abascal
José Manuel Abascal, född den 17 mars 1958 i Alceda i Kantabrien, är en spansk före detta friidrottare som tävlade i medeldistanslöpning.
Abascal deltog vid det första världsmästerskapet 1983 i Helsingfors där han slutade på femte plats på 1 500 meter. Året efter blev han bronsmedaljör på samma distans vid Olympiska sommarspelen 1984 i Los Angeles.
Vid VM 1987 i Rom valde han att tävla på den längre distansen 5 000 meter men han tog sig inte vidare till finalen. Däremot blev han silvermedaljör på 1 500 meter vid inomhus-VM 1987 i Indianapolis.

## Personliga rekord
- 1 500 meter - 3.31,13 från 1986
- 5 000 meter - 13.12,49 från 1987